# ليو فيسر
ليو فيسر (بالهولندية: Leo Visser)‏ هو متزلج سريع هولندي، ولد في 13 يناير 1966 في Haastrecht ‏ في هولندا.

## وصلات خارجية
- ليو فيسر على موقع SpeedSkatingBase.eu (الإنجليزية)
- ليو فيسر على موقع SpeedSkatingNews.info (الإنجليزية)
- ليو فيسر على موقع SpeedSkatingStats.com (الإنجليزية)
- ليو فيسر على موقع أوليمبيديا (الإنجليزية)